# Chavaniac-Lafayette
Chavaniac-Lafayette (okzitanisch: Chavanhac de La Faieta) ist eine französische Gemeinde mit 270 Einwohnern (Stand: 1. Januar 2022) im Département Haute-Loire in der Region Auvergne-Rhône-Alpes (vor 2016 Auvergne). Sie gehört zum Arrondissement Brioude und zum Kanton Pays de Lafayette. Die Einwohner werden Chavaniacais genannt.

## Geographie
Chavaniac-Lafayette liegt etwa 30 Kilometer westnordwestlich von Le Puy-en-Velay. An der südwestlichen Gemeindegrenze verläuft das Flüsschen Lidenne. Umgeben wird Chavaniac-Lafayette von den Nachbargemeinden Mazerat-Aurouze im Norden, Jax im Nordosten und Osten, Fix-Saint-Geneys im Südosten sowie Saint-Georges-d’Aurac im Süden und Westen.

## Bevölkerungsentwicklung
| Jahr                       | 1962 | 1968 | 1975 | 1982 | 1990 | 1999 | 2011 | 2020 |
| Einwohner                  | 513  | 458  | 389  | 352  | 317  | 293  | 274  | 266  |
| Quellen: Cassini und INSEE |      |      |      |      |      |      |      |      |

## Sehenswürdigkeiten

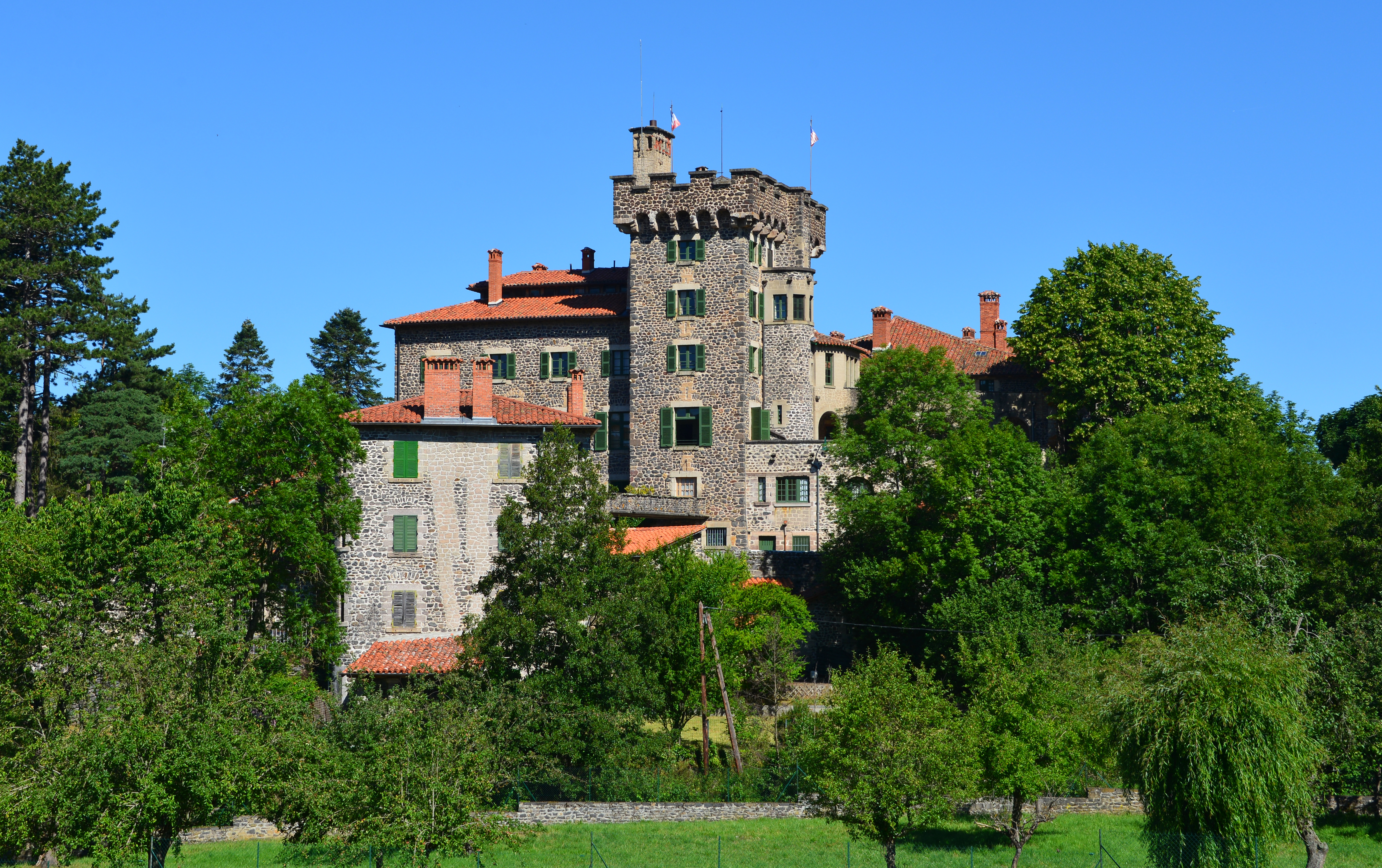
Schloss Chavaniac

- Kirche Saint-Roch
- Schloss Chavaniac mit Museum

## Persönlichkeiten
- Marie-Joseph Motier, Marquis de La Fayette (1757–1834), Divisionsgeneral
- Marcel Bayard (1895–1956), Mathematiker und Telegraphieingenieur